# 特異測度
数学の分野において、ある可測空間 (Ω, Σ) 上で定義される二つの正（あるいは符号付または複素）測度 μ および ν が特異（とくい、英: singular）であるとは、Σ 内の二つの互いに素な集合 A と B で、その合併が Ω であり、B のすべての可測部分集合上で μ がゼロとなり、A のすべての可測部分集合上で ν がゼロとなるようなものが存在することを言う。この関係は {\displaystyle \mu \perp \nu } と表される。
ルベーグの分解定理の改良されたものにおいては、特異測度をある特異連続測度と離散測度に区分している。例としては下記を参照されたい。

## Rn上の例
特別な例として、ユークリッド空間 Rn 上のある測度が特異的であるとは、それがその空間上のルベーグ測度に関して特異的であることを言う。例えば、ディラックのデルタ関数は特異測度である。
例 離散測度
実数直線上のヘヴィサイドの階段関数
{\displaystyle H(x)\ {\stackrel {\mathrm {def} }{=}}{\begin{cases}0,&x<0;\\1,&x\geq 0;\end{cases}}}
は、その分布的導関数（distributional derivative）としてディラックのデルタ関数 {\displaystyle \delta _{0}} を持つ。これは実数直線上の測度で、0 において点質量（point mass）を持つ。しかし、ディラック測度 {\displaystyle \delta _{0}} はルベーグ測度 {\displaystyle \lambda } に関して絶対連続ではなく、{\displaystyle \lambda } も {\displaystyle \delta _{0}} に関して絶対連続では無い。すなわち、{\displaystyle \lambda (\{0\})=0} であるが {\displaystyle \delta _{0}(\{0\})=1} であり、また {\displaystyle U} を任意の空でない開集合で 0 を含まないものとするなら、{\displaystyle \lambda (U)>0} であるが {\displaystyle \delta _{0}(U)=0} である。
例  特異連続測度
カントール分布は連続であるが絶対連続では無い累積分布関数であり、実際その絶対連続な部分はゼロである。すなわち、この分布は特異連続である。